# Oswaldo Montenegro
Oswaldo Viveiros Montenegro (Rio de Janeiro, 15 de março de 1956) é um músico brasileiro. Além de cantor, compõe trilhas sonoras para peças teatrais, balés, cinema e televisão. Escreve livros e peças teatrais. Tem uma das parcerias mais sólidas da MPB ao lado de Madalena Salles, que o acompanha com suas flautas.

## Biografia
Nascido no bairro do Grajaú, Oswaldo é um caso excepcional de precocidade musical.  Sem nunca ter estudado música regularmente, começou desde tenra infância a ser influenciado por ela.  Primeiro, na casa de seus pais no Rio de Janeiro: sua mãe e os pais dela tocavam piano, seu pai tocava violão e cantava.
A segunda influência foi mais forte. Aos oito anos, mudou-se, com os pais, para São João del-Rei, cidade mineira poética e boêmia, onde as serestas aconteciam todas as noites e as pessoas juntavam os amigos em casa para passar as noites tocando e cantando. Ao mesmo tempo, Oswaldo foi atraído para a música barroca das igrejas. Naquela época, teve aulas de violão com um dos seresteiros da cidade e compôs, aos 7 anos, sua primeira canção, Lenheiro, nome do rio que banha São João del-Rei. De volta ao Rio de Janeiro, participou de um festival de música com apenas 13 anos, no Rio de Janeiro, interpretando a música Saudade da Bahia de seu amigo , o carioca Mongol. 
A decisão de se tornar um músico profissional veio com a mudança para Brasília, em 1971. Na capital federal, começou a ter contato com festivais e grupos de teatro e de dança estudantis. Fez seus primeiros shows e aos 17 anos a decisão de viver da música se tornou definitiva. Mudou-se novamente para o Rio, mas já havia adotado Brasília como a terra de seu coração e tema constante de sua obra. Também seus parceiros preferidos foram amigos que fez ali, como José Alexandre, Mongol e Madalena Salles, entre outros.
Foi ainda em Brasília que tomou contato com a música erudita nos concertos do Teatro Nacional.  Não só assistia aos concertos com seus amigos músicos, entre eles o maestro Octavio Maul e a família Prista Tavares, mas entrava pelas madrugadas conversando sobre técnica e teoria musicais. Autodidata, devorava livros sobre história da música.
A partir daí, morando no Rio mas com os olhos e o coração postos em Brasília, sua carreira deslanchou. Teve música classificada no último Festival da Canção da Rede Globo, o primeiro de repercussão nacional de que participou (1972), escreveu e encenou seu primeiro musical (1974-1975), lançou três discos em três anos (1975-8) e ficou em 3° lugar no festival na TV Tupi com seu primeiro megassucesso, Bandolins (1979).
Em 1980, venceu o Festival MPB 80 da Rede Globo de Televisão com a canção Agonia, do amigo de infância Mongol.
Mesmo com tanto sucesso, decidiu retornar a Brasília para montar, em 1982, outro espetáculo musical, Veja Você, Brasília, com artistas locais. Desse espetáculo participaram as ainda desconhecidas Cássia Eller e Zélia Duncan. Depois desta, viriam peças de teatro musical, uma particularidade bem marcante na trajetória de um músico brasileiro e que resgata uma maneira de divulgar música abandonada na primeira metade do século XX. São mais de 14 peças musicais, todas recordes de público e algumas, como "Noturno", "A Dança dos Signos" e "Aldeia dos Ventos", estão em cartaz há mais de 15 anos e com montagens por todo o país.
Em 1985, participou do Festival dos Festivais, também pela Rede Globo, com a música O Condor, com acompanhamento de um coro de 25  cantores negros. Não parou de gravar discos.
Em 1989, participou do Globo de Ouro, novamente pela Rede Globo, onde foi lançado o seu maior sucesso da carreira: "Lua e Flor", que virou um dos temas da novela O Salvador da Pátria, da mesma emissora.
Até 2006, 34 composições suas foram interpretadas por Ney Matogrosso, Sandra de Sá, Paulinho Moska, Zé Ramalho, Alceu Valença, Zizi Possi, Zélia Duncan, Jorge Vercillo, Altemar Dutra, Gonzaguinha, Sivuca, Tânia Maya, entre outros. Até a atriz Glória Pires cantou em participação especial de um disco seu (1985).
Em 1994, lançou seu primeiro livro — O Vale Encantado — um livro infantil, no mesmo ano indicado pelo MEC, através da Universidade de Brasília, para ser adotado nas escolas de 1º grau. Em 1997, adaptou o livro para vídeo.
Em 1995 lançou o cd "Aos Filhos do Hippies" com participação de Carlos Vereza e Geraldo Azevedo.
Em 1997, reencontrou Roberto Menescal.  Durante a conversa, surgiu o tema "letras de músicas da MPB que são verdadeiros poemas". Dali veio a ideia do CD "Letras Brasileiras".  Menescal produziu o CD, que foi lançado no mesmo ano, e participou da tournée do show. Ainda em 97 gravou e lançou o vídeo "O Vale Encantado", que contou no elenco com a participação de Zico, Roberto Menescal, Fafy Siqueira, Luísa Parente, Tânia Maya e Madalena Salles. Foi lançado, também, o CD do mesmo nome. Também nesse mesmo ano foi lançado o CD do espetáculo "Noturno", pela Tai Consultoria em Talentos Humanos e Qualidade.
Em 1998 recebeu o título de cidadão honorário de Brasília, concedido pela Câmara Legislativa do DF. Nesse mesmo ano, voltou às montagens teatrais. Montou novamente "Léo e Bia", numa versão mais  coerente com a postura que ele tem, atualmente, daquela história. Gravou o CD homônimo, também com Menescal. Montou, ainda, com elenco de Brasília, a 2ª versão de "A Aldeia dos Ventos".
Em 1999, apresentou três espetáculos, no Teatro de Arena, no Rio de Janeiro: "Léo e Bia", "A Dança dos Signos" e o inédito "A Lista" com a participação da atriz Bárbara Borges e do cantor Rafael Greyck, lançando, nessa temporada, os CDs dos 2 últimos.
Em 2000, comemorou os 20 anos de carreira com o show "Vinte Anos de Histórias" e com os CDs "Letras Brasileiras ao Vivo" e "Escondido no Tempo". Dedicou-se, também, à série "Só Pra Colecionadores", de CDs independentes, de tiragem limitadíssima, vendidos apenas via internet. Nesse ano seus fãs criaram seu primeiro fã-clube virtual, o OMOL (Oswaldo Montenegro online), onde admiradores de seu trabalho, através de um site na internet e posteriormente no Orkut, se reúnem para conversar e interagir sobre sua obra e sobre a obra de artistas que com ele trabalharam. Em Florianópolis montou o musical "Lendas da Ilha" com mais 50 artistas locais, entre eles Paulinho Dias, Fábio Cabelo e Cleiton Profeta do Circus Musicalis.
Em 2001 montou em SP a peça “A Lista” com a participação de Bruna di Tullio e Mayara Magri no elenco.
Em 2002 lançou o CD “Estrada Nova”, cuja turnê bateu recorde de público. Nesse cd foram gravadas novas músicas em parceria com Mongol.
Em 2003 regravou a uma nova trilha de “A Aldeia dos Ventos”. Nesse ano, casou com Paloma Duarte.
Em 2004 lançou o CD “Letras Brasileiras 2”, em parceria com Roberto Menescal, além do programa “Tipos”, no Canal Brasil, no qual retratava, com músicas, textos e desenho animado, tipos humanos como a bailarina gorda, o chato, etc...
Em 2005 lançou CD e DVD “Oswaldo Montenegro - 25 Anos de História”, que alcançaram, ambos, a marca das 100 mil cópias.
Em 2006 lançou, no Canal Brasil, em parceria com Roberto Menescal, o programa "Letras Brasileiras", apresentado por ambos. O programa foi inspirado no CD e no show que Oswaldo e Menescal apresentaram em 1997 por todo o país. Montou no Rio de Janeiro a peça "Tipos" e remontou "Aldeia dos Ventos", com participação da atriz Camila Rodrigues, com a "Cia Aqui entre nós".
Em 2007, lançou o CD e DVD "A Partir de Agora", gravando músicas inéditas com convidados como Alceu Valença, Zé Ramalho, Eduardo Costa, Diogo Guanabara e Mariana Rios. Na TV, iniciou a segunda temporada do programa "Letras Brasileiras" ao lado de Roberto Menescal no Canal Brasil. No teatro, em parceria com o irmão Deto Montenegro, montou o espetáculo "Tipos" junto com a Oficina dos Menestréis de São Paulo.
Em 2008 lançou, pela gravadora Som Livre, um novo DVD e CD chamado "Intimidade". Eles trazem 16 canções bastantes conhecidas com um novo arranjo elaborado pelo próprio Oswaldo Montenegro, por Sérgio Chiavazzoli e por Alexandre Meu Rei. Destaque para "Lume de Estrelas" que foi apenas gravada no disco "Asa de Luz" em 1981. Na TV, iniciou a terceira temporada do programa "Letras Brasileiras", que apresentou com Roberto Menescal no Canal Brasil. No teatro, montou no Rio de Janeiro o espetáculo "Eu não moro, comemoro", com participação de Caio Ruas Miranda e Emílio Dantas e o "Projeto Canjas", onde abriu espaço para jovens talentos se apresentarem ao lado de artistas consagrados. No fim do ano, teve alguns de seus maiores sucessos lançados em uma coletânea de 3 cds (3 BOX) pela Warner Music.
Em 2009 dedicou-se à formação de um grupo para montagens de musicais reunindo cantores, músicos, atores e atrizes como Verônica Bonfim, Léo Pinheiro, Rodrigo Sestrem, Emílio Dantas, Cibelle Hespanhol, Luísa Pitta, Renato Luciano, Larissa Landim e Shirlene Paixão, e estreou o musical "Filhos do Brasil" no Teatro do Jockey (RJ). Gravou em São Paulo seu novo DVD: "Quebra Cabeça elétrico", lançado em outubro.
Em 2010 estreou no Festival do Recife seu longa-metragem "Léo e Bia" e lançou o cd "Canções de Amor".
Em 2011 lançou "De Passagem", um disco apenas com músicas inéditas, que foi sucesso de críticas.
Em 2012 lançou o CD/DVD "Oswaldo Montenegro e CIA Mulungo", com a trilha sonora do espetáculo teatral "Filhos do Brasil". Também em 2012, a gravadora Warner Music publicou um DVD intitulado "Ensaio" gravado em 1992, juntamente com Sérgio Chiavazzoli.
Lançou em 2013 um programa no YouTube denominado "Canção Nua" onde apresentava suas canções conforme foram compostas: voz e violão. Também no mesmo ano apresentou seu segundo filme, um longa metragem intitulado "Solidões", assim como a trilha sonora do mesmo, que é comercializada pelo iTunes.
Em 2014 estreou em Natal (RN) sua turnê 3x4, além da gravação de um DVD na casa de Madalena Salles sob o título da turnê.
No dia 4 de janeiro de 2016 estreou "Nossas Histórias": websérie em que Madalena Salles contava casos de sua parceria de mais de 40 anos com Oswaldo Montenegro. No mês de março do mesmo ano, Oswaldo Montenegro lançou em seu canal oficial do YouTube seu novo filme: "O Perfume da Memória". O filme foi vencedor do prêmio "California Film Awards" - Categoria: Filme Estrangeiro e sua trilha sonora venceu o prêmio de "Melhor Música" no Festival Internacional de Toronto.

## Musicais
- João Sem Nome - 1975
- Labirinto - 1977
- Bandolins - 1979
- Agonia - 1980
- Veja Você Brasília - 1981
- Cristal - 1982
- A Dança dos Signos - 1983 e 1999
- Léo e Bia - 1984, 1999 e 2006
- O Condor - 1985
- Os Menestréis - 1986
- Aldeia dos Ventos - 1986 e 2006
- Lua e Flor - 1989
- Noturno - 1991
- Mayã, uma ideia de paz - 1992
- Crônicas de Paixões e Gargalhadas - 1993
- Vale Encantado - 1997
- A Lista  - 1999
- Lendas da Ilha - 2000
- Tipos - 2006
- Eu não moro, comemoro - 2008 (Oficina dos Menestréis - RJ)
- Filhos do Brasil - 2009
- Metade

## Filmes
- Vale Encantado - VHS
- Léo e Bia - 2010
- Solidões - 2013
- O Perfume da Memória - 2016
- De Sonhos e Segredos (minissérie) - 2017
- A Chave do Vale Encantado - 2019

## Discografia

### CDs
- (1977) Trilhas
- (1979) Poeta Maldito... Moleque Vadio
- (1980) Oswaldo Montenegro
- (1981) Asa de Luz
- (1981) A Dança dos Signos
- (1983) Cristal. Trilha Sonora da Peça
- (1984) Brincando em Cima Daquilo
- (1985) Drops de Hortelã: Oswaldo Montenegro e Glória Pires
- (1986) Os Menestréis
- (1987) Aldeia dos Ventos
- (1989) Oswaldo Montenegro - Ao Vivo
- (1990) Oswaldo Montenegro
- (1991) Vida de Artista
- (1992) Mulungo
- (1992) Seu Francisco
- (1995) Aos Filhos dos Hippies
- (1997) O Vale Encantado
- (1997) Noturno
- (1997) Letras Brasileiras
- (1998) Léo e Bia
- (1998) Aldeia dos Ventos. Arte em Construção
- (1999) A Dança dos Signos - 15 Anos
- (1999) Letras Brasileiras - Ao Vivo
- (1999) A Lista
- (1999) A Lista (Trilha Sonora do Musical)
- (1999) Escondido no Tempo
- (2000) Telas (Só para Colecionadores)
- (2001) Entre Uma Balada e Um Blues
- (2001) A Lista
- (2002) Estrada Nova
- (2003) Letras Brasileiras II
- (2004) Aldeia dos Ventos
- (2004) Ao Vivo - 25 Anos
- (2005) Léo e Bia 1973
- (2006) A Partir de Agora
- (2008) Intimidade
- (2009) Quebra-Cabeça Elétrico
- (2010) Canções de Amor
- (2011) De Passagem
- (2013) Oswaldo Montenegro e Cia Mulungo
- (2013) Solidões (Trilha sonora do filme)
- (2016) O Perfume da Memória (Trilha sonora do filme)
- (2021) Canção Nua
- (2021) As Mil Faces da Paixão (Trilha Sonora)
- (2021) Mayã - Uma Ideia de Paz (Trilha Sonora do Musical)

### EP
- (1975) Sem Mandamentos

### DVDs
- (2004) Ao Vivo - 25 Anos
- (2006) A Partir de Agora
- (2008) Intimidade
- (2009) Quebra-Cabeça Elétrico
- (2013) Ensaio
- (2013) Oswaldo Montenegro e Cia Mulungo
- (2015) 3x4

### Singles
- (1999) A Lista
- (2014) Me Ensina a Escrever
- (2015) A Porta da Alegria
- (2019) Balada Para Em Ex-Amor
- (2021) Vento Futuro
- (2021) A Primeira Noite

## Parceiros
Oswaldo Montenegro solidificou algumas parcerias de sucesso no decorrer da sua carreira, entre elas com Raique Macau, Zé Ramalho, Roberto Menescal, Zé Alexandre, Sérgio Chiavazolli, Mongol, Milton Guedes, Eduardo Canto, Alceu Valença, etc. Trabalhou com muita gente em espetáculos teatrais, entre eles Zélia Duncan, Cássia Eller, Tereza Seiblitz, Isabela Garcia, Sebastian (da C&A), Bárbara Borges, Sthefany Brito, Patrícia Werneck, Pedro Nercessian, Daniel Del Sarto, Lúcia Alves, Emílio Dantas, Bruna di Tullio, entre muitos outros.